# Gaylussacia fasciculata
Gaylussacia fasciculata là một loài thực vật có hoa trong họ Thạch nam. Loài này được Gardner mô tả khoa học đầu tiên năm 1845.